# Saint-Sigismond (Vendée)
Saint-Sigismond is een gemeente in het Franse departement Vendée (regio Pays de la Loire) en telt 326 inwoners (2004). De plaats maakt deel uit van het arrondissement Fontenay-le-Comte.

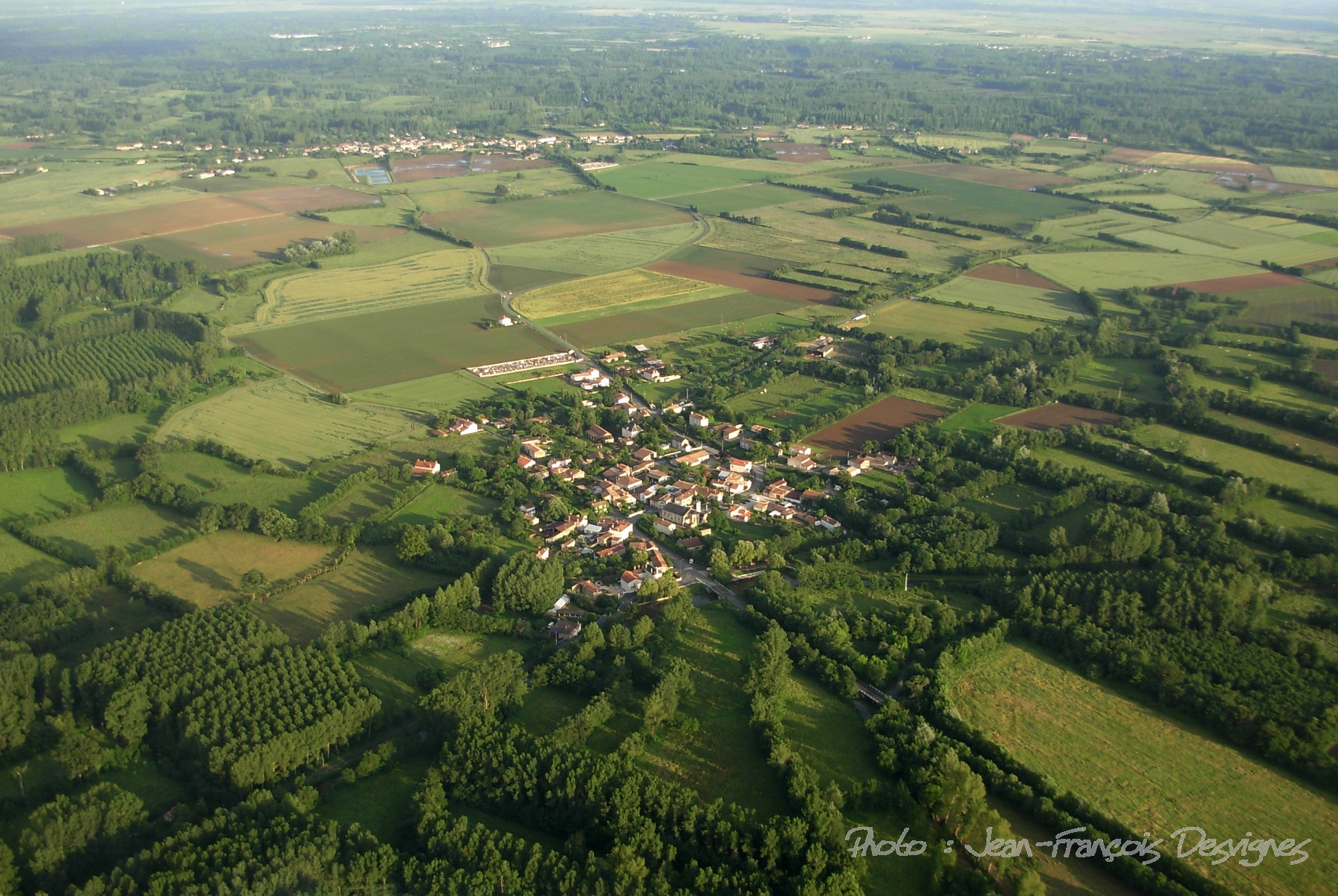
Saint-Sigismond
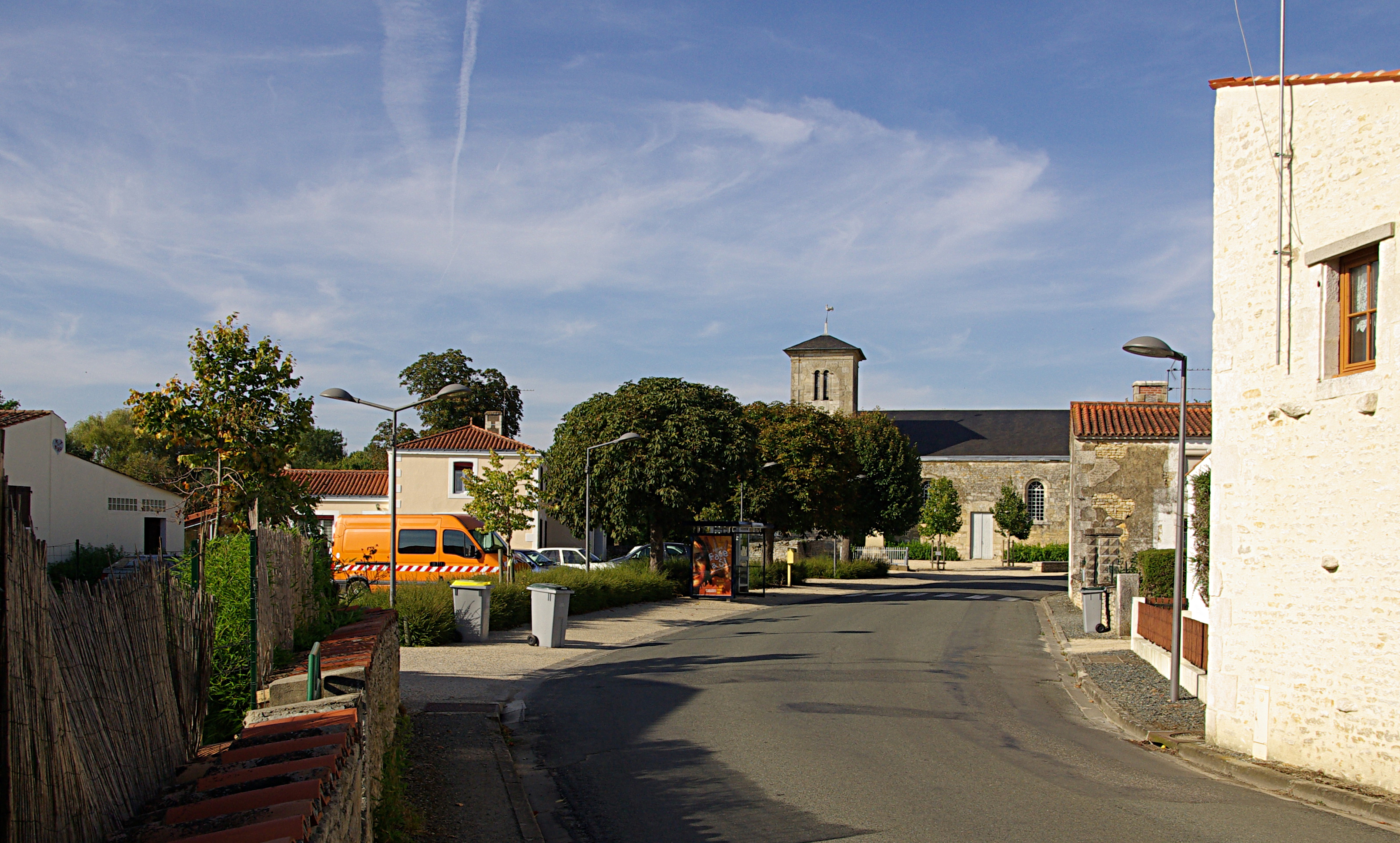
Centrum
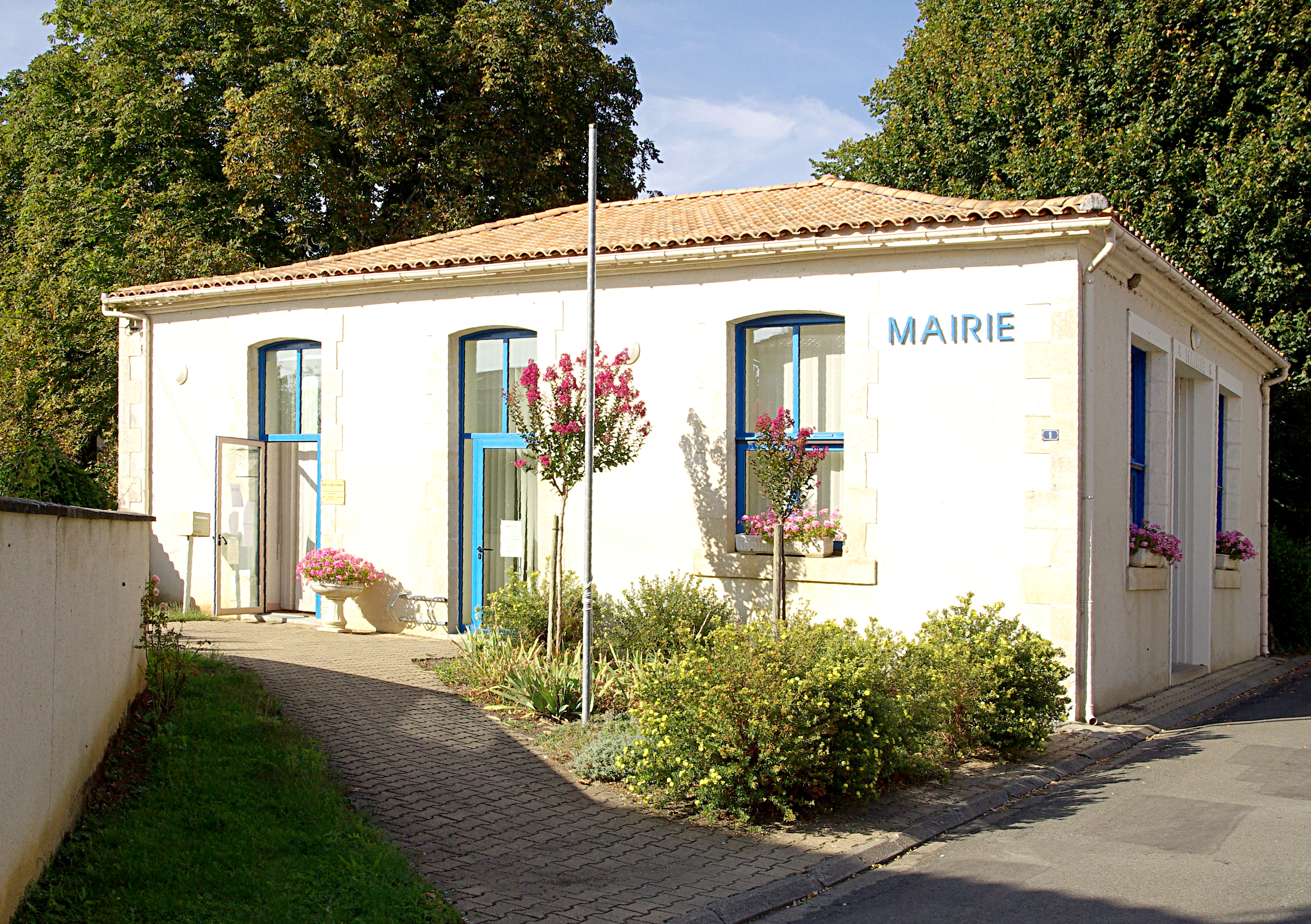
Gemeentehuis

## Geografie
De oppervlakte van Saint-Sigismond bedraagt 10,3 km², de bevolkingsdichtheid is 31,7 inwoners per km².
De onderstaande kaart toont de ligging van Saint-Sigismond (Vendée) met de belangrijkste infrastructuur en aangrenzende gemeenten.

## Demografie
Onderstaande figuur toont het verloop van het inwonertal (bron: INSEE-tellingen).

1. ↑  Populations de référence 2022.